# Paralelomanie a paralelofobie
V historické metodě, biblické kritice a srovnávací religionistice se paralelomanie používá pro označení jevu (mánie), kdy autoři vnímají zjevné podobnosti a konstruují paralely a analogie bez historického základu. Opačný jev, který se objevuje, když jsou naznačené podobnosti (například mezi Biblí a kulturami starověkého Blízkého východu) bez okolků odmítány, se nazývá paralelofobie.

## Paralelomanie
Tento pojem uvedl do vědeckých kruhů v roce 1961 rabín Samuel Sandmel (1911–1979) z Hebrew Union College ve stejnojmenném článku, kde uvedl, že se s tímto termínem poprvé setkal v jedné francouzské knize z roku 1830, ale nevzpomíná si na autora ani na název. Sandmel uvedl, že prosté pozorování podobnosti mezi historickými událostmi je často méně než platné, ale občas vede k jevu, kdy si autor nejprve všimne domnělé podobnosti, přežene analogii a pak „pokračuje v popisu zdroje a odvození, jako by naznačoval jasnou souvislost plynoucí nevyhnutelným nebo předem daným směrem.“[1] Martin McNamara, MSC (Milltown Institute of Theology and Philosophy) uvedl, že Sandmelův původní článek se ukázal jako „velmi vlivný.“
Křesťanští a židovští učenci tento koncept použili v řadě případů a oblastí. Thomas Schreiner (Southern Baptist Theological Seminary) jej aplikuje na přílišné zobecnění prostého užití slovesa „vidět“ použitého jako příčestí k označení náhodného aktu pozorování, na rozšíření jeho významu tak, aby měl hlubší duchovní souvislosti s cílem konstruovat paralelomanii. Židovský učenec Jacob Neusner uvedl, že některá zobrazení Afrahata jako někoho, kdo si vybíral z rabínské literatury, jsou založena na slabých paralelách, které spadají pod Sandmelovu charakteristiku paralelománie. Joseph Fitzmyer, kněz Tovaryšstva Ježíšova, uvádí, že analýzy Pavlových epištol někdy trpěly paralelomanií, protože vytvářely neopodstatněné analogie s předchozími tradicemi. Gerald O'Collins, uvádí, že většina badatelů si je dnes vědoma úskalí paralelomanie, která zveličuje význam drobných podobností.

## Paralelofobie
Opačný jev, kdy se při sebemenším náznaku podobnosti mezi Biblí a mimobiblickými texty nekriticky hlásá jedinečnost a nezávislost Bible, se nazývá „paralenofobie.“ Ve svém srovnání Keilalphabetische Texte aus Ugarit 1 z roku 1986 1,23, řádek 14 s Exodus 23,19b, Ex 34,26 a Deuteronomium 14,21 Robert Ratner a Bruce Zuckerman varovali jak před paralelomanií, tak před paralelofobií: „Ti, kdo toto spojení bez váhání učinili, se oddali druhu paralelomanie, která může jen zkreslit obraz ugaritského náboženství a kultury a její význam pro biblistiku. Na druhou stranu bychom měli mít na paměti, abychom to nepřeháněli ani v opačném směru. (...) Stejně jako bychom měli odolat pokušení paralelomanie, neměli bychom ani podlehnout paralenofobii a uzavřít se tak před potenciálním vhledem, který by nám Bible (jen domněle) mohla vnuknout do tohoto obtížného ugaritského textu.“
Před obojím varovali i jiní badatelé, například Mark W. Chavalas (2003), který své kolegy vybízel, aby následovali příkladu Williama W. Halla, který si vždy všímal jak rozdílů, tak podobností mezi Biblí a jinými texty ze starověkého Blízkého východu.